# Miklós Németh (Radsportler)
Miklós Németh (* 15. April 1910; † unbekannt) war ein ungarischer Radrennfahrer und nationaler Meister im Radsport.

## Sportliche Laufbahn
Németh war Teilnehmer der Olympischen Sommerspiele 1936 in Berlin. Er startete im Tandemrennen und belegte mit Ferenc Pelvássy beim Sieg von Ernst Ihbe und Carl Lorenz den 11. Platz. Er startete auch mit dem ungarischen Vierer in der Mannschaftsverfolgung und kam dabei auf den 7. Rang. Von 1946 bis 1949 gewann er die nationale Meisterschaft in der Mannschaftsverfolgung.